# Stanberry
Stanberry – miasto w Stanach Zjednoczonych, w stanie Missouri, w hrabstwie Gentry.